# BocaBoca
BocaBoca Producciones es una productora audiovisual española. Se creó en 1988, y se encarga de producción de series de ficción, cine y entretenimiento.
El Comisario, Pasapalabra, Al salir de clase o Todos los hombres sois iguales son algunos de los trabajos de esta compañía.

## Series de televisión
- 2012: Mira qué pelos
- 2012: La fuga
- 2010 - actualidad: Manu & Monkey
- 2010: Quiero vivir
- 2008: 2 de mayo. La Libertad de una nación
- 2008: Llagrima de sang
- 2008: Ous amb caragols
- 2006 - 2008: Laberint de passions
- 2006: Amistades peligrosas
- 2006: Con dos tacones
- 2006: Ellas y el sexo débil
- 2006: Mira qué pelos
- 2005 - 2006: Vallterra
- 2005: Suite Hotel
- 2004: Los 80
- 2003: El Pantano
- 2002 - 2003: 20Tantos
- 2001: Abogados
- 1999 - 2009: El Comisario
- 1998: Quítate tú pa ponerme yo
- 1997 - 2002: Al salir de clase
- 1997 - 1999: Todos los hombres sois iguales

## Películas para televisión
- 2008: El Solitario en Antena 3
- 2009: La piel azul en Antena 3
- 2010: Raphael: una historia de superación personal en Antena 3
- 2011: El asesinato de Carrero Blanco en La 1 y en ETB
- 2011: Rescatando a Sara en Antena 3
- 2011: Historias Robadas en Antena 3

## Programas de televisión
- 1998: Quien sabe más en ETB
- 1999: Un país maravilloso en Antena 3
- 1999 - 2000: Trato Hecho versión de Deal or no deal en Antena 3
- 2000: Max Madera en Telemadrid
- 2003: X cuanto? en Telemadrid, Canal Nou, ETB 2 y Canal Sur
- 2003: La noche de los tramposos en Antena 3
- 2007 - 2008: Pasapalabra en Telecinco
- 2004 - 2008: Metro a Metro en Telemadrid
- 2005 - 2007: Lingo en Onda 6 y Punto TV
- 2001 - 2010: Locos x Madrid en Onda 6
- 2009 - 2010: Hablar de sexo con papá y mamá en Neox
- 2009 - 2010: My Camp Rock Talent Show de Disney Channel
- 2010 - 2011: Gente que cuenta en La 10
- 2010 - 2011: Eres tú: la belleza más natural microespacio del magacín 3D de Antena 3
- 2011: Cocina del amor en Canal Cocina
- 2011: Aprende a maquillarte en Decasa
- 2011: La salud en tu plato en La 10
- 2011: El Jefe en Antena 3

## Documentales
- 2003: Altamira
- 2007 - 2009: Conflicto bajo el mar
- 2009 - 2014: 21 días
- 2009 - 2014: Malas pulgas
- 2010 - 2012: Conexión Samanta
- 2016: 9 meses con Samanta
- 2017 - 2018: Samanta y...
- 2019: La vida con Samanta

## Cine
- 1995: Boca a boca
- 1994: Todos los hombres sois iguales
- 1998: Cha-cha-chá
- 1996: El amor perjudica seriamente la salud
- 1999: Entre las piernas
- 2000: La gran vida
- 2001: Nos miran
- 2003: Planta 4ª
- 2004: Cosas que hacen que la vida valga la pena
- 2005: Semen, una historia de amor